# Susedia
Susedia – słowacki serial telewizyjny, pierwotnie emitowany w latach 2006–2007 na antenie TV Markíza.
Serial miał swoją premierę 4 września 2006. Telewizja Markíza wyemitowała trzy serie składające się z 17 odcinków, łącznie 51 odcinków. Średnia oglądalność odcinków wyniosła 1,2 mln widzów.
Serial jest kontynuowany od stycznia 2018 roku.

## Opis fabuły
Susedia, to komediowy serial sytuacyjny (sitcom), którego akcja koncentruje się wokół codziennego życia dwóch sąsiadujących rodzin mieszkających w tym samym bloku. Zderzenie charakterów bohaterów — spokojnego Františka i jego energicznej żony Žužu z temperamentnym László i jego neurotyczną partnerką Ildikó — stanowi podstawę humorystycznych konfliktów i gagów. Każdy odcinek przedstawia osobną historię, zwykle skupioną wokół błahych zdarzeń (np. awaria windy, wycieczka na wieś, przeprowadzka sąsiadów), które eskalują do absurdalnych sytuacji.
Charakterystycznym elementem serialu jest teatralna forma – sceny kręcone są z udziałem publiczności na żywo, a nagrania często mają charakter zbliżony do przedstawień kabaretowych. Wiele scen opiera się na dialogach pełnych stereotypów kulturowych (np. węgierski akcent László, specyficzne powiedzonka Žužu), co dodatkowo podkreśla komediowy wymiar fabuły.
Serial zdobył uznanie w prestiżowym konkursie OTO – w 2007 i 2008 roku wygrał w kategorii Program Roku / Show Roku, jednocześnie bijąc rekordy oglądalności (ponad 700 000–850 000 widzów w prime‑time).